# Maintal
Maintal – miasto w Niemczech, w kraju związkowym Hesja, w rejencji Darmstadt, w powiecie Main-Kinzig.

## Współpraca
Miejscowości partnerskie:
- Katerini, Grecja
- Luisant, Francja
- Moosburg, Austria
- Ostrzyhom, Węgry